# Dicranota divaricata
Dicranota divaricata är en tvåvingeart som beskrevs av Alexander 1925. Dicranota divaricata ingår i släktet Dicranota och familjen hårögonharkrankar. Inga underarter finns listade i Catalogue of Life.